# Comté de Nakuru

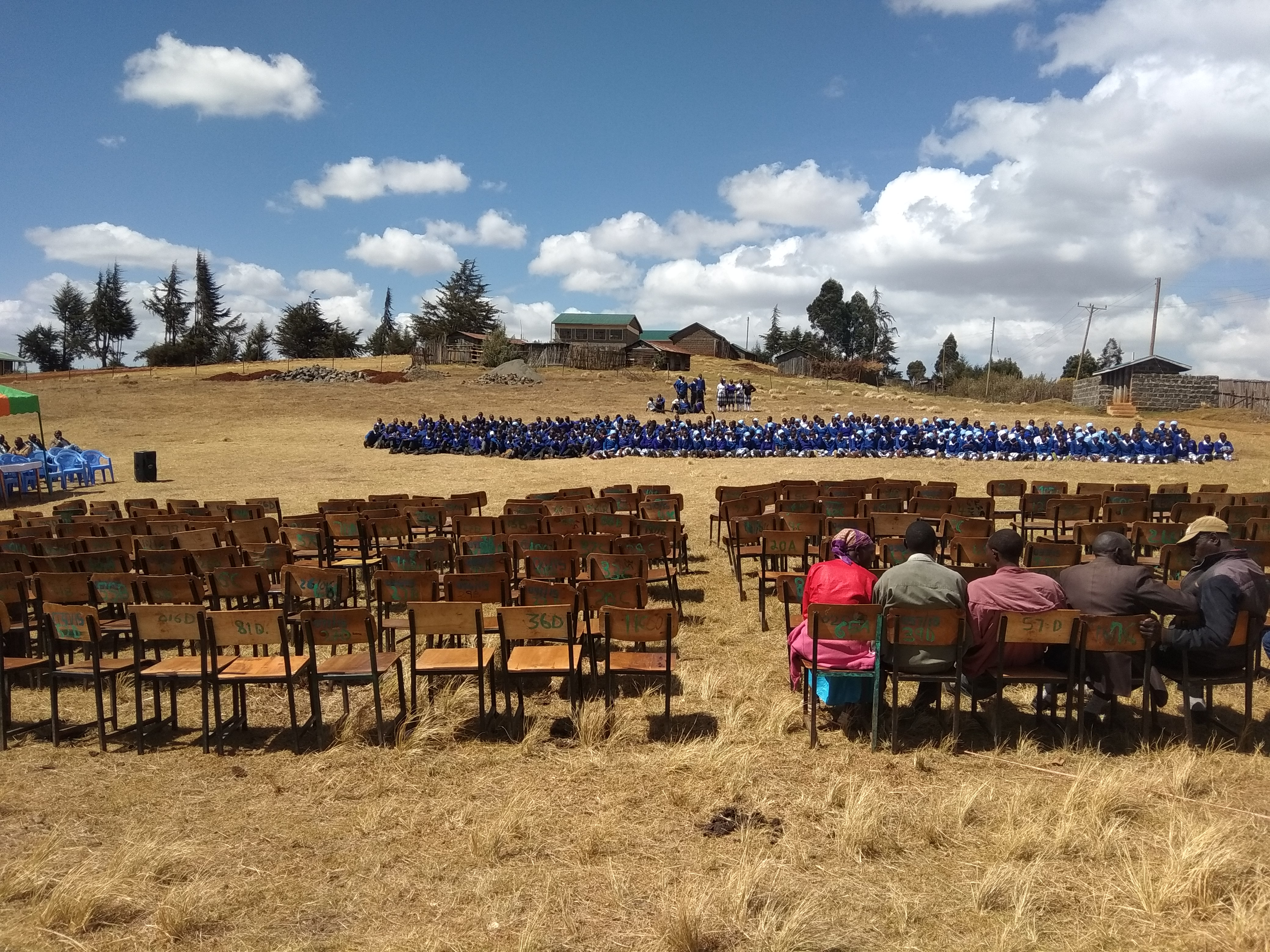
École de Temoyetta dans le comté de Nakuru.

Le comté de Nakuru est un des quatorze comtés de l'ancienne province de la Vallée du Rift au Kenya. Il est peuplé presque exclusivement par des Kikuyu et des Kalenjin. Son chef-lieu est Nakuru. Il est traversé par la ligne équinoxiale.